# يوجي ميتسويا
يوجي ميتسويا (三ツ矢雄二 ميتسويا يوجي) هو ممثل ومخرج صوت ياباني ولد في 18 أكتوبر 1954 في تاغويا، مقاطعة أيتشي.

## أدواره في الأنمي

### مسلسلات أنمي تلفزيونية
- كابتن ماجد - عمار
- تاتش - تاتسويا أويسوغي
- الأرجوحة الطائرة - إيتشيرو إيرابو (الشاب والدب)
- C - إيتانيدا
- رانما ½ - دكتور توفو
- دراغون بول Z - غريغوري، سوبريم كاي الشرقي، كيبيتو كاي
- دراغون بول كاي - سوبريم كاي الشرقي، كيبيتو كاي
- ستيتش! - بوكلا
- الملعقة الفضية - الناظر
- توريكو - غرينباتش
- سينت سيا - فيرغو شاكا، إيتا بينيتناش ميمي
- مجموعة جونجي إيتو - سويتشي
- ون بيس - بيكا
- رحلة عنابة - ماجد
- بيرسونا 5 ذي أنيميشن - سوغورو كاموشيدا
- شينيا! تينساي باكابون - ميتسورو أداتشي-سينسي

### أنمي الإنترنت
- سينت سيا: سول أوف غولد - فيرغو شاكا
- سينت سيا: نايتس أوف ذا زودياك - شاكا

### أوفا أنمي
- تشيبي كارا ناجاي جو وورلد - سايكو جيني
- سينت سيا: هادس: المعابد الإثنا عشر - فيرغو شاكا
- سينت سيا: هادس: العالم السفلي - فيرغو شاكا

### أفلام أنمي
- يو يو هاكوشو: روابط اللهب - ماجاري
- سينت سيا - ليرا أورفيوس

## أعماله كمخرج صوت في الأنمي
- يوغي (مخرج التسجيل)
- ماين ليب (مخرج الدبلجة)
- سوزوكا (مخرج الدبلجة)

## أدواره في ألعاب الفيديو
- كينغدوم هارتس II - تيمون
- سينت سيا: ذا سانكتشواري - فيرغو شاكا
- سينت سيا: ذا هادس - فيرغو شاكا
- سينت سيا: سولجرز سول - فيرغو شاكا
- بيرسونا 5 - سوغورو كاموشيدا
- بيرسونا 5 رويال - سوغورو كاموشيدا

## أدواره في الدبلجة اليابانية
- الأسد الملك - تيمون
- تيمون وبومبا - تيمون
- الأسد الملك II: عهد سمبا - تيمون
- الأسد الملك 3: هاكونا ماتاتا - تيمون
- دار الفار - تيمون
- حرب النجوم: حرب المستنسخين - جار جار بينكس
- حكاية لعبة - ركس
- حكاية لعبة 2 - ركس
- شركة المرعبين المحدودة - ركس
- حكاية لعبة 3 - ركس
- حافة الهادي - هيرمان غوتليب
- عرض لوني تيونز - سبيدي غونزالس

## وصلات خارجية
- يوجي ميتسويا على موقع IMDb (الإنجليزية)
- يوجي ميتسويا على موقع ميوزك برينز (الإنجليزية)
- يوجي ميتسويا على موقع ديسكوغز (الإنجليزية)
- يوجي ميتسويا على موقع قاعدة بيانات الفيلم (الإنجليزية)
- يوجي ميتسويا على موقع ANN person (الإنجليزية)